# Гілл-В'ю-Гайтс (Вайомінг)
Гілл-В'ю-Гайтс (англ. Hill View Heights) — переписна місцевість (CDP) в США, в окрузі Вестон штату Вайомінг. Населення — 144 особи (2020).

## Географія
Гілл-В'ю-Гайтс розташований за координатами 43°48′57″ пн. ш. 104°9′6″ зх. д. / 43.81583° пн. ш. 104.15167° зх. д. (43.815867, -104.151669).  За даними Бюро перепису населення США в 2010 році переписна місцевість мала площу 5,74 км², уся площа — суходіл.

## Демографія
Згідно з переписом 2010 року, у переписній місцевості мешкало 170 осіб у 65 домогосподарствах у складі 57 родин. Густота населення становила 30 осіб/км².  Було 69 помешкань (12/км²).
Расовий склад населення:
| - 98,2 % — білих - 1,8 % — осіб інших рас |

До двох чи більше рас належало 0,0 %. Частка іспаномовних становила 1,8 % від усіх жителів.
За віковим діапазоном населення розподілялося таким чином: 22,9 % — особи молодші 18 років, 58,3 % — особи у віці 18—64 років, 18,8 % — особи у віці 65 років та старші. Медіана віку мешканця становила 45,6 року. На 100 осіб жіночої статі у переписній місцевості припадало 107,3 чоловіків;  на 100 жінок у віці від 18 років та старших — 98,5 чоловіків також старших 18 років.
Середній дохід на одне домашнє господарство  становив 86 060 доларів США (медіана — 84 038), а середній дохід на одну сім'ю — 84 483 долари (медіана — 82 692). 
Цивільне працевлаштоване населення становило 50 осіб. Основні галузі зайнятості: освіта, охорона здоров'я та соціальна допомога — 40,0 %, науковці, спеціалісти, менеджери — 30,0 %, сільське господарство, лісництво, риболовля — 16,0 %, будівництво — 14,0 %.